# ヴィトールド・クレール
ヴィトーリト・アナトーリエヴィッチ・クレール (Vitold Anatolievich Kreyer、Вито́льд Анато́льевич Кре́ер、1932年10月12日 - 2020年8月1日）は、ソビエト連邦クラスノダール出身の陸上競技選手。1956年メルボルンオリンピック及び1960年ローマオリンピックの銅メダリストである。

## 経歴
クレールは、三段跳の選手として1956年メルボルンオリンピックに出場。16.02mの記録で、ブラジルのアデマール・ダ・シルバとアイスランドのヴィルヒャルマー・アイナルソンに次いで銅メダルを獲得する。しかし2年後のヨーロッパ選手権では、途中棄権という結果に終わっている。
クレールは、1960年ローマオリンピックに連続出場を果たす。三段跳決勝では、最終試技を前に、ポーランドのヨゼフ・シュミット、ソ連のウラジミール・ゴリャエフ、アメリカの黒人選手であるイラ・デービスに次いで4位に位置していた。最終跳躍で、クレールは16.43mのベストを出し、デービスを2cm逆転。試技を終えていたデービスはクレールに近寄り祝福しようとした。しかし、クレールは、まだアイナルソンの最終跳躍が残っていたため、デービスを拒否。これに対し、状況を知らないスタジアムの観衆は差別的な行為をしたとして容赦なくクレールにブーイングを浴びせた。クレールは場内のブーイングがなぜ起こっているのか原因がわからなかった。ソ連のコーチはクレールとともにデービスに事情を説明した。しかし、観客には理解してもらえなかった。アイナルソンの最終跳躍の後、クレールの2大会連続銅メダルが確定した。彼に対するブーイングは表彰式のときにも起こり、泣いているクレールは同僚のゴリャエフに導かれながらグラウンドを後にした。
クレールは1962年のヨーロッパ選手権、1964年東京オリンピックにも出場したが予選突破することなく終わっている。
現役引退後のクレールはソビエト代表チームのコーチを長く務め、2000年シドニーオリンピックではロシア代表チームのコーチを務めた。
2020年8月1日、死去したことがロシア陸上競技連盟によって発表された。87歳没。